# Narcyza Żmichowska
Narcyza Żmichowska, född 4 mars 1819 i Warszawa, död 24 december 1876 i Warszawa, var en polsk poet och romanförfattare. Hon var en av föregångarna för den polska feminismen. Hon använde pseudonymen Gabryella.
Hennes mest kända verk Poganka utkom för första gången i en tidskrift 1846. En längre version av romanen utkom 1861.